# Hej, Jezu!
Hej, Jezu! – pierwszy album studyjny polskiej grupy muzycznej Deus Meus, wydany w 1995 roku nakładem Inicjatywy Muzycznej Ludźmierz.
Pomysł nagrania utworów powstał w czasie III Spotkań Muzyków Chrześcijańskich w Ludźmierzu w 1994 roku. Autorami aranżacji do różnych piosenek wykonywanych przez wspólnoty chrześcijańskie byliː Marcin Pospieszalski, Mietek Szcześniak i Andrzej Bujnowski OP. Zespołowi towarzyszyli, śpiewającː Lidia Pospieszalska, Beata Bednarz i Marek Bałat. Nagrań dokonano w listopadzie 1994 roku w Studio S-2 Polskiego Radia i Telewizji w Szczecinie. W 1995 roku album wznowiło Wydawnictwo M. W sumie sprzedano ponad 50 tys. egzemplarzy. 

## Lista utworów
Na krążku znalazły się następujące utwory: 
| Nr  | Tytuł utworu                       | Tekst                                 | Muzyka                                | Długość |
| --- | ---------------------------------- | ------------------------------------- | ------------------------------------- | ------- |
| 1.  | „Hej, Jezu!”                       | Joseph Vogels (tłum. Iwona Bednarz)   | Joseph Vogels                         | 2:22    |
| 2.  | „O tak, tak, tak Panie mówię tak”  | Robert Cudzich                        | Robert Cudzich                        | 5ː08    |
| 3.  | „Ogrody”                           | s. Franciszka Godlewska               | s. Franciszka Godlewska               | 2:48    |
| 4.  | „Jezus Chrystus moim Panem jest”   | tłum. nieznany                        | Joel Chemoff                          | 3:49    |
| 5.  | „Tyś w Wieczerniku”                | ks. Ireneusz Pawlak                   | ks. Ireneusz Pawlak (Negro Spiritual) | 1:48    |
| 6.  | „Alleluja”                         | –                                     | Duszpasterstwo Akademickie Wrocław    | 3:21    |
| 7.  | „Niechaj brzmi Tobie chwały pieśń” | Robert Cudzich                        | Robert Cudzich                        | 4:37    |
| 8.  | „Jezus Chrystus Panem jest”        | Graham Kendrick (tłum. Iwona Bednarz) | Graham Kendrick                       | 4:38    |
| 9.  | „Będę śpiewał Tobie”               | Jacek Sykulski                        | Jacek Sykulski                        | 2:41    |
| 10. | „Hosanna”                          | wg Ksiegi Wyjścia                     | G. Desrochers                         | 3:08    |
| 11. | „Słuchaj, Izraelu!”                | Szema Jisrael                         | melodia żydowska                      | 2:48    |
| 12. | „Pan jest Pasterzem moim”          | Psalm 23                              | melodia żydowska                      | 2:17    |
|     |                                    |                                       |                                       | 34:22   |